# Сіверськодонецький світломузичний водограй
Сіверськодонецький світломузичний водограй — водограй що його відкрили у 2008 році з ініціативи Володимира Омеляновича Грицишина до Дня Незалежності. Має спеціальне підсвічування і музичний супровід.

## Особливості
Водограй розташований на площі біля Міського ДК (колишній ДК Будівельників). Підсвічування виконана на RGB-світлодіодах, що дозволяють отримати будь-який колір для будь-якого з приблизно 80 сопел. Запрограмовано трохи більше 10 мелодій, ідеально синхронізованих з динамікою струменів і підсвічуванням, але можлива робота і в режимі візуалізації до будь-якого звуку в реальному часі.
Центральний струмінь — 8 м. Внутрішнє кільце — 5 м. Середнє кільце — 3 м. Зовнішнє кільце (8 струменів) — 1,5 м.
Керувальна апаратура розташована в ГДК.
Згодом, клірик Свято-Христо-Різдвяного кафедрального собору протоієрей Михаїл Циплухін освятив світломузичний водограй. Після урочистого відкриття водограю грамотами було нагороджено грамотами колектив ПП «Ерудит» і колектив товариства «Басейни та технології», Шемякіна Олександра Данилівна, Бабаєва Андря Володимировича і Суховеєва Володимира Олександровича.

## Аналоги
В Україні є майже ідентичний (не рахуючи конструкції чаші) Чернігівський світломузичний водограй.